# ویل دورانت
ویلیام جیمز دورانت (به انگلیسی: William James Durant) فیلسوف و تاریخ‌نگار آمریکایی بود که بیشتر به خاطر اثر ۱۱ جلدی‌اش به نام تاریخ تمدن که شرحی بر تاریخ تمدن‌های شرقی و غربی است، شناخته می‌شود. دورانت این کتاب را با همکاری همسرش آریل دورانت نوشت که بین سال‌های ۱۹۲۵ تا ۱۹۷۵ میلادی در آمریکا منتشر شد. ویل دورانت پیش آن برای کتاب دیگرش داستان فلسفه که به عنوان «اثر پیشگامانه‌ای که به رواج فلسفه کمک کرد» توصیف شده است، به شهرت رسیده بود.
دورانت فلسفه را به عنوان پرسپکتیو یا پرسپکتیویسم در نظر می‌گرفت و هدف او این بود که پیکرهٔ وسیع اطلاعات تاریخی را یکپارچه کرده و جنبه‌ای انسانی به آن ببخشد. با این هدف، او به نگارش کتاب ۱۱ جلدی‌اش تاریخ تمدن که به کمک همسرش آن را تکمیل نمود پرداخت و سبک جدیدی در نگارش تاریخ ایجاد کرد که در آن، با نگاهی تحلیلی تاریخ تمدن بشری را مورد بررسی قرار داده است. برای خدمات‌شان، او و همسرش مشترکاً جایزه پولیتزر در بخش ادبیات غیرداستانی عمومی در سال ۱۹۶۸ و مدال آزادی ریاست جمهوری را در سال ۱۹۷۷ دریافت کردند.

## تولد و اوایل زندگی
ویل دورانت در ۵ نوامبر ۱۸۸۵ در آدمز شمالی، ماساچوست، از پدر و مادری کاتولیک با اصالت فرانسوی-کانادایی به دنیا آمد. پدرش جوزف دورانت و مادرش ماری آلارد بخشی از مهاجران مهاجرت بزرگ از کبک به ایالات متحده بودند. او از دوران کودکی انسانی پرکار و سخت‌کوش بود و مانند برخی از هم‌سالان خود کاهلی و تنبلی از خود نشان نمی‌داد. به گفتهٔ پدرش صبح‌ها و شب‌ها هنگامی که همه در خواب بودند، او به سرکار می‌رفت و به خانه بازمی‌گشت. ویل دورانت، پس از فارغ‌التحصیلی از کالج سنت پیتر، کار خود را به عنوان خبرنگار آغاز کرد و پس از آن، برای چندین سال به تدریس زبان مشغول شد. در این بین، به یکی از دانش‌آموزان خود علاقه‌مند شد و با او ازدواج کرد. این ازدواج زندگی ویل دورانت را به‌کلی تغییر داد؛ چراکه تدریس را کنار گذاشت و تمرکز خود را بر دیدگاه‌های فلسفی جامعه‌شناسانه معطوف کرد.

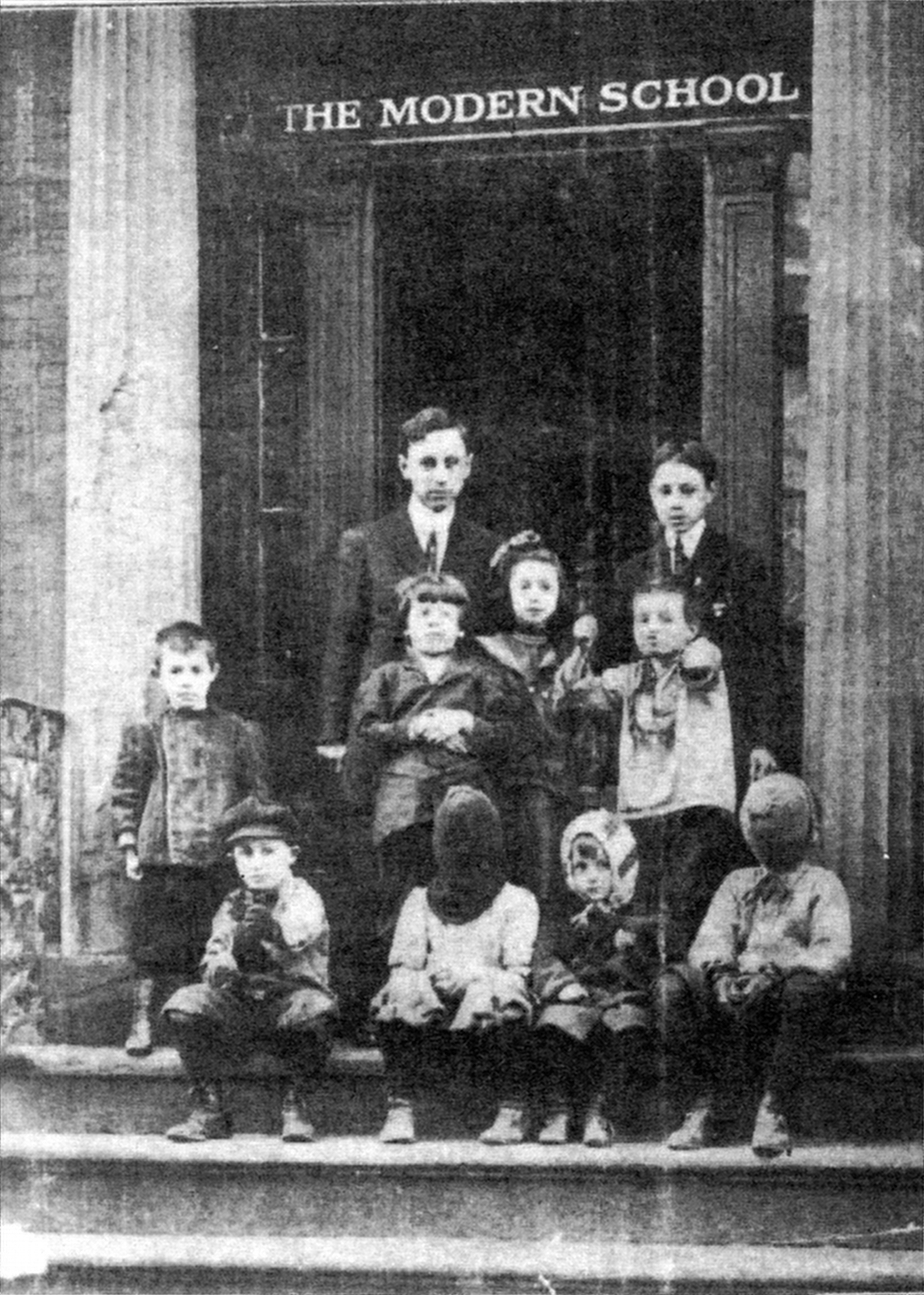
تصویری در حدود سال ۱۲–۱۹۱۱ میلادی، که ویل دورانت را در کنار شاگردانش در مدرسه‌ای در نیویورک ایستاده نشان می‌دهد.

دورانت در جوانی به ایدهٔ سوسیالیسم به عنوان «روشی که خواهد توانست به برابری انسان‌ها در طول زندگانی و رفاه و سعادت آنان بینجامد» دل بست و برخلاف نظر مادرش که مایل بود پسرش کشیش شود، به تحصیل در رشته‌های تاریخ، زیست‌شناسی و ادبیات در دانشگاه‌های مختلف پرداخت و سرانجام پس از خواندن کتاب اخلاق اسپینوزا به سراغ فلسفه رفت. پیش از آن، زمانی که نخستین دورهٔ تدریس خود را در سال ۱۹۱۳ ترک گفته بود، برای تأمین مخارج خود به ایراد سخنرانی‌هایی در یک کلیسای پروتستان با دستمزدهای ۵ و ۱۰ دلار می‌پرداخت. مطالب این سخنرانی‌ها نقطهٔ آغازی بر نوشتن تاریخ تمدن شد.

## نویسندگی
او در سال ۱۹۱۷ و هم‌زمان با دریافت مدرک دکترای فلسفه از دانشگاه کلمبیا، اولین کتابش را با نام فلسفه و مشکل اجتماعی (به انگلیسی: Philosophy and the Social Problem) تألیف کرد. او در کتابش این ایده را مطرح کرد که «امروزه فلسفه رشدی نکرده، زیرا از رویارویی با مشکلات واقعی جامعه امتناع کرده است.» دورانت یک سال در همان دانشگاه ماند و به تدریس و تألیف کتاب‌های فلسفی مشغول شد.

### داستان فلسفه
داستان فلسفه دومین کتاب دورانت بود که نخست با تیراژ کم و قیمت ارزان در مجموعهٔ کتاب‌های آبی کوچک چاپ شد و به دلیل دست یافتن به محبوبیت بسیار زیاد، در سال ۱۹۲۶ به شکل کتابی با جلد گالینگور توسط انتشارات سایمون و شوستر دوباره منتشر شد. و به پرفروش‌ترین کتاب سال تبدیل شد. دورانت در این کتاب به مرور فلسفهٔ فیلسوفان مشهور تاریخ پرداخته بود و سعی داشت ارتباط متقابل اندیشه‌های آنها و اینکه چگونه ایده‌های یک فیلسوف به فیلسوف بعدی کمک می‌کند را نشان دهد. مفسر اجتماعی ویل راجرز این کتاب را «اثر پیشگامانه‌ای که به رواج فلسفه کمک کرد» توصیف نمود. استقلال مالی دورانت و آریل پس از فروش این کتاب، به آنها اجازه داد چندین بار به اقصی نقاط جهان سفر و چهار دهه را صرف نوشتن مشهورترین اثرشان کنند.

### لذات فلسفه
در سال ۱۹۲۹ سومین کتاب دورانت با نام کاخ‌های فلسفه منتشر شد. این کتاب شامل نظریات خاص دورانت دربارهٔ مسائل اساسی زندگی و سرنوشت بشر بود که نخستین بار در سال ۱۳۴۴ خورشیدی به قلم عباس زریاب خویی به فارسی ترجمه و با نام لذات فلسفه در ایران منتشر شد. این کتاب در ۹ بخش و ۱۲۶ گفتار تنظیم شده به مسائل گوناگون از نسبیت اخلاق و روابط جنسی تا بیان نژادیِ تاریخ، آیندهٔ آمریکا، جادوگری و غیره می‌پردازد.

### تاریخ تمدن

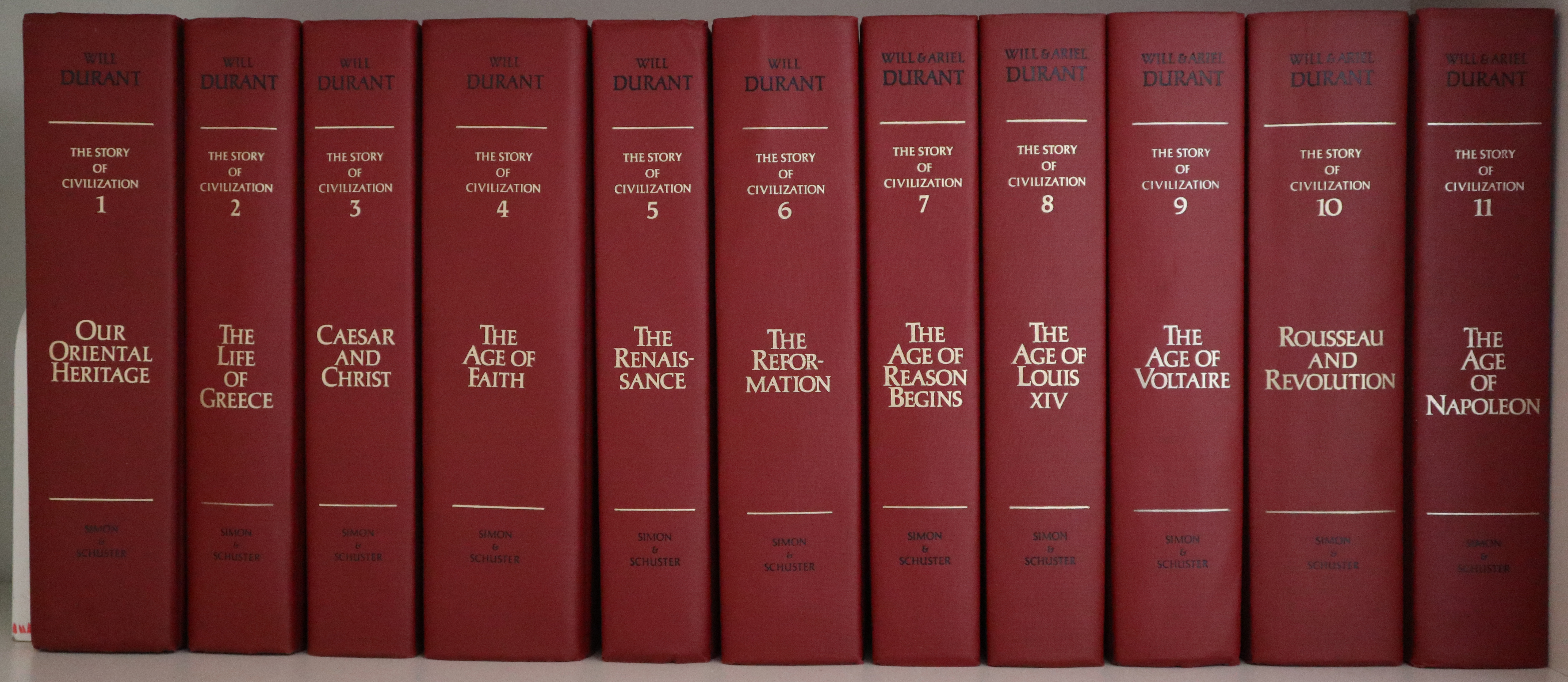
مجموعه ۱۱ جلدی تاریخ تمدن

ویل دورانت در سال ۱۹۲۷ تصمیم به نگارش تاریخ تمدن گرفت. او به قدری نوشتن این کتاب را جدی گرفته بود که برای نگارش هر جلد آن، با توجه به موضوع و نقطهٔ جغرافیایی‌اش به آن منطقه سفر می‌کرد. از جلد هفتم به بعد، همسرش آریل نیز در قامت نویسنده او را همراهی می‌کرد. انتشار این اثر ۱۱ جلدی از ۱۹۳۵ تا ۱۹۷۵ به طول انجامید. دورانت‌ها در طول نگارش این اثر تلاش کردند تا تاریخی یکپارچه خلق کنند. آنها با تخصصی شدن تاریخ مخالف بودند و کتاب‌شان نه تنها به تاریخ معمول جنگ‌های جهان غرب، سیاست و زندگی‌نامه بزرگان می‌پردازد، بلکه تاریخ فرهنگ، فلسفه، مذهب، هنر و ظهور ارتباطات جهان غرب را نیز توصیف می‌کند. دورانت‌ها به همراه فرزندانشان سفر به دور دنیای خود را در سال ۱۹۳۰ آغاز کردند که کمک زیادی به نگارش کتاب تاریخ تمدن کرد. برخلاف دیگر تاریخ‌نگاران که تنها تمرکزشان بر رویدادهای تاریخی و سیر تمدن بشری بود، وی در اثر خود به عوامل تمدن‌ساز در طول تاریخ نیز توجه نمود. ویل دورانت در این رابطه می‌گفت: «تمدن رودی است با دو ساحل، اما بیشتر تاریخ‌نگاران تنها به خودِ رود توجه دارند.» اگرچه این مجموعه تا جلد سیزدهم تمدید شده بود، اما دورانت‌ها پیش از تکمیل آن درگذشتند. این مجموعه نخستین‌بار در سال ۱۳۳۷ توسط گروهی از مترجمان به فارسی برگردان و منتشر شد.

### درس‌های تاریخ
دورانت و همسرش پس از جلد دهم تاریخ تمدن، کتاب درس‌های تاریخ (به انگلیسی: The Lessons of History) را نوشتند که هم خلاصه‌ای از مجموعه ده جلدی و هم تحلیلی از تاریخ بشر بود. ویل دورانت اظهار داشت که او و آریل «رویدادها و نظراتی را فهرست کردند که ممکن است امور کنونی، احتمالات آینده، ماهیت انسان و رفتار دولت‌ها را روشن کند.»

### دربارهٔ کشورها
سخنرانی دربارهٔ ایران
دورانت در طول زندگی حرفه‌ای خود چندین سخنرانی علمی ازجمله «پرشیا در تاریخ تمدن» داشت که در ۲۱ آوریل ۱۹۴۸ به عنوان یک سخنرانی در مقابل انجمن ایران و آمریکا در تهران ایراد کرد.
نوشتن در مورد روسیه
دورانت در سال ۱۹۳۳ تراژدی روسیه: برداشت‌هایی از یک دیدار کوتاه (به انگلیسی: Tragedy of Russia: Impressions from a Brief Visit) و اندکی بعد کتاب درس روسیه (به انگلیسی: The Lesson of Russia) را منتشر کرد. چند سال پس از انتشار کتاب‌ها، ویل راجرز آنها را خواند و همایش دانشگاهی را که در آن شرکت کرده بود و دورانت نیز در آن حضور داشت، توصیف کرد. او بعداً دربارهٔ دورانت نوشت: «او تقریباً بهترین نویسندهٔ ما در روسیه است. او نترس‌ترین نویسندهٔ آنجا بود. او دقیقاً به شما می‌گوید که مسئله چیست. او سخنران بسیار خوبی است، یکی از جالب‌ترین اساتیدی که داریم و یک همکار خوب.»
نوشتن در مورد هند
در سال ۱۹۳۰ و در جریان سفرهای علمی برای تألیف تاریخ تمدن، دورانت از هند بریتانیا دیدن کرد. او در زمانی که در هند بود، از مشاهدهٔ فقر، گرسنگی و وضعیت اسفباری که می‌دید شوکه شد؛ تا جایی که مدتی از هدف خود فاصله گرفت و کتابچه‌ای با عنوان پرونده هند (به انگلیسی: The Case for India) در مورد «خونریزی آگاهانه و عمدی» توسط استعمار بریتانیا نوشت. او اظهار داشت: «من احساس کردم که با بزرگ‌ترین جنایت تاریخ روبه‌رو شده‌ام.» دورانت در آن کتابچه می‌نویسد: «فتح هند توسط بریتانیا، تهاجم و نابودی تمدنی عالی توسط یک شرکت بازرگانی کاملاً بی‌تدبیر و اصول، بی‌بهره از هنر، حریص، منفعت‌طلب و بیش از حد با آتش و شمشیر، بر کشوری موقتاً بی‌نظم و درمانده، با رشوه و قتل، الحاق و دزدی و شروع به غارت قانونی یا غیرقانونیِ آن بود که تا امروز بی‌رحمانه و برای یکصد و هفتاد و سه سال و تا این لحظه درحالی‌که ما در آسایش و امنیت خود می‌نویسیم و می‌خوانیم، ادامه دارد.»

## دیگر فعالیت‌ها

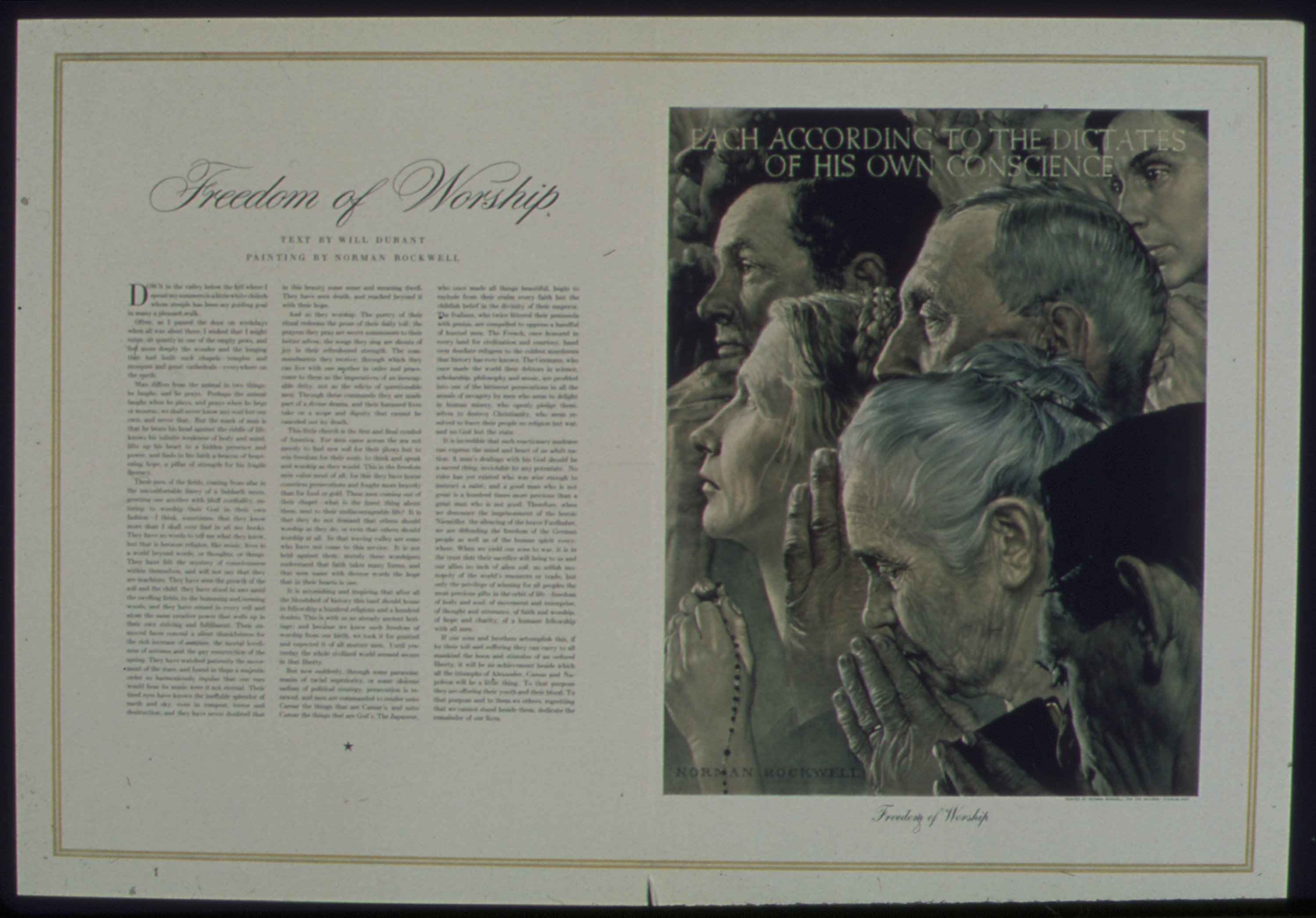
نگارهٔ آزادی پرستش و جستاری که ویل دورانت برای آن نوشت

در ۸ آوریل ۱۹۴۴، دو تن از رهبران یهودیت و مسیحیت یعنی مایر دیوید و کریستین ریچارد، با دورانت تماس گرفتند تا «جنبشی برای ارتقای معیارهای اخلاقی» آغاز کنند. دورانت در عوض پیشنهاد کرد که جنبشی را علیه عدم تحمل نژادی ایجاد کنند و ایده‌های خود را برای اعلامیه وابستگی متقابل بیان کرد. جنبش اعلامیه وابستگی متقابل، در مراسمی در هتل روزولت هالیوود در ۲۲ مارس ۱۳۴۵ و با حضور بیش از ۴۰۰ نفر ازجمله توماس مان و بت دیویس، معرفی شد.
ویل دورانت، علاوه بر نویسندگی، فعال اجتماعی نیز بود و برای دستمزد برابر، حق رأی زنان و شرایط کاری عادلانه‌تر برای نیروی کار آمریکا مبارزه کرد. او در طول زندگی حرفه‌ای خود، سخنرانی‌های متعددی انجام داد. در سال ۱۹۴۵ و زمانی که به شهرت رسیده بود، نوشتن جستار نقاشی مشهور آزادی پرستش به او واگذار شد.
سه اثر دیگر ویل دورانت پس از مرگ او و در سال‌های اخیر منتشر شده‌اند که شامل قهرمانان تاریخ: تاریخ مختصر تمدن از دوران باستان تا طلوع عصر مدرن (به انگلیسی: Heroes of History: A Brief History of Civilization from Ancient Times to the Dawn of the Modern Age) در سال ۲۰۰۱، عظیم‌ترین اندیشه‌ها و ایده‌های تمام دوران (به انگلیسی: The Greatest Minds and Ideas of All Time) در سال ۲۰۰۲ و برگ‌های افتاده (به انگلیسی: Fallen Leaves) در سال ۲۰۱۴ هستند.
پاره‌ای از گفتارها و اندیشه‌های ویل دورانت در ویکی‌گفتاورد وی موجود است.

## زندگی شخصی و مرگ

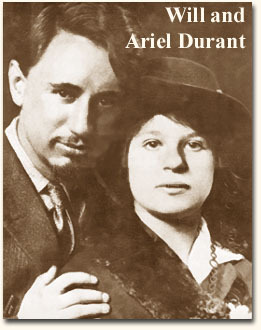
ویل دورانت و همسرش آریل در جوانی

ویل دورانت در زمان تدریسش به یکی از شاگردان باهوش خود به نام آریل علاقه‌مند شد و در سال ۱۹۱۳ با او ازدواج کرد. آنها یک دختر به نام اتل و یک پسر خوانده به نام لوئیس داشتند که مادرش فلورا خواهر آریل بود. دورانت اعتراف کرده بود که بدون همسر دلبندش آریل موفق به نوشتن تاریخ تمدن چند جلدی خود که کار تحریر آن نیم قرن طول کشید نمی‌شد. علاقهٔ این زن و شوهر به هم به قدری بود که در سال ۱۹۸۱ و پس از انتقال دورانت به بیمارستان، آریل از لحظه‌ای که از دکتر شنید شانس زنده ماندن شوهرش اندک است دیگر لب به غذا نزد تا درگذشت. ویل دورانت این خبر را هنگام تماشای اخبار شنید و دو هفته بعد، در ۷ نوامبر ۱۹۸۱، در ۹۶ سالگی درگذشت. ویل در کنار آریل در گورستان وست وود لس آنجلس به خاک سپرده شد.
دورانت در مورد باورهای مذهبی خود نوشت: «من آماده‌ام که شما مرا به عنوان یک خداناباور نادیده بگیرید؛ زیرا با اکراه، اعتقاد به خدای شخصی و دوست‌داشتنی را کنار گذاشته‌ام. اما من از کنار گذاشتن واژهٔ خدا از زندگی و عقیدهٔ خود بیزارم.» به گفتهٔ دیگران او «یک مسیحی به معنای واقعی کلمه بود که صمیمانه شخصیت مسیح را تحسین می‌کرد و مرتب تلاش می‌کرد مانند یک مسیحی رفتار کند.».

## جوایز و میراث
ویل دورانت و همسرش آریل مشترکاً جایزه پولیتزر در بخش ادبیات غیرداستانی عمومی را برای دهمین جلد از مجموعه کتاب‌شان تاریخ تمدن، یعنی «روسو و انقلاب» در سال ۱۹۶۸ دریافت کردند. همچنین جایزهٔ لوح طلایی آکادمی دستاوردهای آمریکا را در سال ۱۹۷۶ به دورانت تعلق گرفت. یک سال بعد، او و همسرش یکی از مهم‌ترین جوایزی که توسط دولت ایالات متحده به غیرنظامیان اعطا می‌شد، یعنی مدال آزادی ریاست جمهوری را از دست جرالد فورد دریافت کردند و آریل نیز به عنوان «زن سال» شهر لس آنجلس انتخاب شد. درحالی‌که آثار دورانت با استقبال خوبی از سوی مخاطبان و طرفدارانش مواجه شد، استقبال آکادمیک از آنها انتقادی‌تر بود. موزس فینلی پژوهشگر باستان، کتاب زندگی یونانی (دومین جلد از تاریخ تمدن) او را به دلایل مختلفی، از جمله ذات‌گرایی نژادی کتاب و حمایت از نظریه انسان بزرگ تاریخ، مورد انتقاد قرار داد. هنری توماس در کتاب بزرگان فلسفه یک فصل را به ویل دورانت اختصاص داده و در بخشی آن نوشته است:
«بزرگ‌ترین کار ویل دورانت در فلسفه این بود که افکار پیچیدهٔ فلسفی را به زبان ساده بیان کرد. او فلسفه را که دور از دسترس مردم عادی بود، به خانه‌های آن‌ها برد و آن را برای همه قابل فهم کرد.»

## آثار
ویل دورانت در طول حیات خود آثار فراوانی تألیف کرد. کتاب‌شناسی کامل ویل دورانت (به انگلیسی) به شرح زیر است:
- 1907. Philosophy and the Social Problem. New York: Macmillan Publishers.
- 1926. The Story of Philosophy. New York: Simon & Schuster.
- 1927. Transition. New York: Simon & Schuster.
- 1929. The Mansions of Philosophy. New York: Simon & Schuster.
- 1930. The Case for India. New York: Simon & Schuster.
- 1931. A Program for America. New York: Simon & Schuster.
- 1931. Adventures in Genius. New York: Simon & Schuster.
- 1932. On the Meaning of Life. New York: Ray Long and Richard R. Smith.
- 1933. The Tragedy of Russia: Impressions From a Brief Visit. New York: Simon & Schuster.
- 1936. The Foundations of Civilisation. New York: Simon & Schuster.
- 1953. The Pleasures of Philosophy. New York: Simon & Schuster.
- 1968. (همراه با آریل) The Lessons of History. New York: Simon & Schuster.
- 1970. (همراه با آریل) Interpretations of Life. New York: Simon & Schuster.
- 1977. (همراه با آریل) A Dual Autobiography. New York: Simon & Schuster.
- 2001. Heroes of History: A Brief History of Civilization from Ancient Times to the Dawn of the Modern Age. New York: Simon & Schuster.
- 2002. The Greatest Minds and Ideas of All Time. New York: Simon & Schuster.
- 2003. An Invitation to Philosophy: Essays and Talks on the Love of Wisdom. Promethean Press.
- 2008. Adventures in Philosophy. Promethean Press.
- 2014. Fallen Leaves. New York: Simon & Schuster.

### در کتاب‌های آبی کوچک
- 1922. A Guide to Plato. Girard, Kansas: Haldeman-Julius Company.
- 1922. The Story of Aristotle's Philosophy. Girard, Kansas: Haldeman-Julius Company.
- 1923. A Guide to Francis Bacon. Girard, Kansas: Haldeman-Julius Company.
- 1924: A Guide to Schopenhauer. Girard, Kansas: Haldeman-Julius Company.
- 1924. A Guide to Spinoza. Girard, Kansas: Haldeman-Julius Company.
- 1924. The Philosophy of Immanuel Kant. Girard, Kansas: Haldeman-Julius Company.
- 1924. The Story of Friedrich Nietzsche's Philosophy. Girard, Kansas: Haldeman-Julius Company.
- 1924. Voltaire and the French Enlightenment. Girard, Kansas: Haldeman-Julius Company.
- 1925. Anatole France: The Man and His Work. Girard, Kansas: Haldeman-Julius Company.
- 1925. Contemporary American Philosophers: Santayana, James and Dewey. Girard, Kansas: Haldeman-Julius Company.
- 1925. Contemporary European Philosophers: Bergson, Croce and Bertrand Russell. Girard, Kansas: Haldeman-Julius Company.
- 1925. The Philosophy of Herbert Spencer. Girard, Kansas: Haldeman-Julius Company.
- 1928. (with Clarence Darrow) Are We Machines? Girard, Kansas: Haldeman-Julius Company.

### مجموعه تاریخ تمدن
- 1935. Our Oriental Heritage. New York: Simon & Schuster.
- 1939. The Life of Greece. New York: Simon & Schuster.
- 1944. Caesar and Christ. New York: Simon & Schuster.
- 1950. The Age of Faith. New York: Simon & Schuster.
- 1953. The Renaissance. New York: Simon & Schuster.
- 1957. The Reformation. New York: Simon & Schuster.
- 1961. (همراه با آریل) The Age of Reason Begins. New York: Simon & Schuster.
- 1963. (همراه با آریل) The Age of Louis XIV. New York: Simon & Schuster.
- 1965. (همراه با آریل) The Age of Voltaire. New York: Simon & Schuster.
- 1967. (همراه با آریل) Rousseau and Revolution. New York: Simon & Schuster.
- 1975. (همراه با آریل) The Age of Napoleon. New York: Simon & Schuster.